# 錫文湖

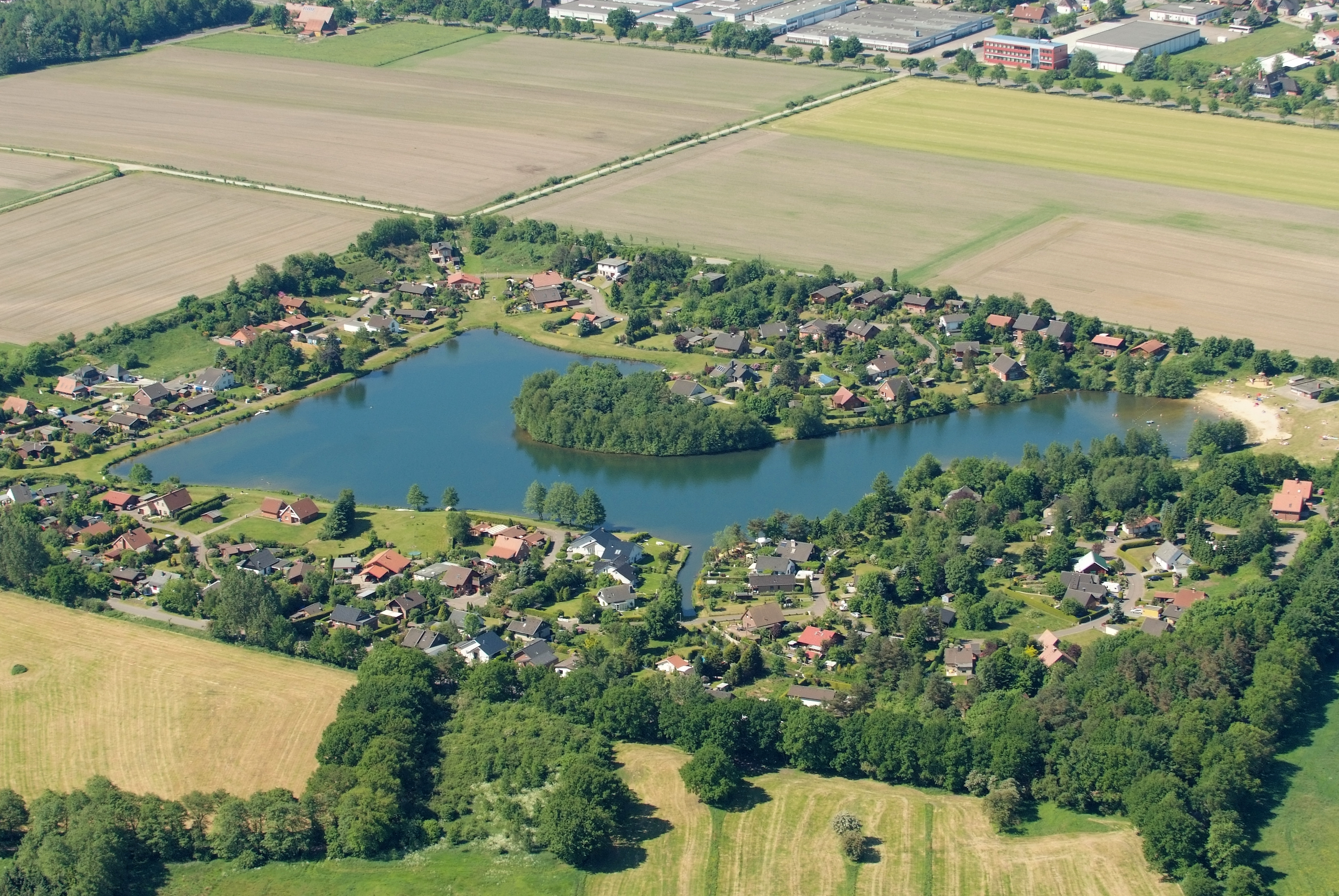

53°39′03″N 8°37′01″E / 53.65073°N 8.616968°E
錫文湖（德語：Sieverner See），是德國的湖泊，位於該國西北部，由下薩克森州負責管轄，處於庫克斯港縣，長0.3公里、寬0.2公里，面積0.02平方公里，海拔高度3米，平均水深8米，最大水深13米。